# John A. Winston
John Anthony Winston, född 4 september 1812 i Madison County, Mississippiterritoriet (i nuvarande Alabama), död 21 december 1871 i Mobile, var en amerikansk demokratisk politiker. Han var den 15:e guvernören i Alabama 1853–1857.
Winston var verksam som plantageägare i Alabama, Mississippi, Arkansas och Texas. Han gifte sig 1832 med Mary Agnes Walker och paret fick en dotter, Mary Agnes. Den första hustrun avled 1842 och Winston gifte om sig med Mary W. Longwood. Det andra äktenskapet slutade i en skilsmässa år 1850. Tre år tidigare hade Winston skjutit ihjäl hustruns älskare Sidney S. Perry utan straffpåföljd då domstolen bedömde dråpet vara rättfärdigat (justifiable homicide).
Winston efterträdde 1853 Henry W. Collier som guvernör och efterträddes fyra år senare av Andrew B. Moore. Efter amerikanska inbördeskriget blev Winston år 1867 invald i USA:s senat men tilläts inte tillträda ämbetet som senator.
Winston avled 59 år gammal och gravsattes på familjekyrkogården i Sumter County. Winston County, Alabama har fått sitt namn efter John A. Winston.